# (945) Barcelona
(945) Barcelona ist ein Asteroid des Hauptgürtels, der am 3. Februar 1921 vom katalanischen Astronomen José Comas Solá entdeckt wurde.
Der Asteroid wurde benannt nach der katalanischen Stadt Barcelona, dem Ort der Entdeckung und zugleich Geburtsort des Entdeckers.